# Fàbrica Pagans
La Fàbrica Pagans, o simplement la Pagans, és un antic edifici industrial de Celrà (Gironès), catalogat com a bé cultural d'interès local. Es dedicava a la fabricació de tints per a adobar pells naturals, i fou un dels grans motors de la vida celranenca fins que tancà l'any 1971. Actualment acull el Centre d'interpretació del Camp d'aviació de Celrà.

## Història
El 1902, Josep Brillas i Martí, natural d'Esplugues de Llobregat, i Pere Pagans i Lledó, de Celrà, van fundar la societat Brillas i Pagans, dedicada a la producció d'extractes tànnics d'origen vegetal per a adobar pells, amb un capital de 50.000 pessetes. El 1903 es van associar amb l'adroguer Albert Fontana i Esteve, que tenia un magatzem a la placeta de Montcada, 1 de Barcelona sota la raó social Brillas, Pagans i Cia, amb un capital de 150.000 pessetes i despatx al mateix edifici.
El fill del magatzemista, Albert Fontana i Almeda, que aleshores estudiava Química a Anglaterra i el 1904 assistí al Congrés Internacional de Químics del Cuir a Torí, s'incorporà a l'empresa i hi aportà els seus coneixements tècnics. Així, renovà la maquinària, que consistia bàsicament en una màquina de vapor de 15 CV, una trituradora que permetia treballar 1.000 kg/h de fusta i un evaporador al buit, obtenint uns 500 kg/dia d’extracte líquid. Pocs anys més tard, la fàbrica incorporà el sistema (patentat per la casa italiana Fratelli Durio) d'adobatge de les pells en bombos de fusta, els quals, a causa del moviment constant i la temperatura, afavorien el procés.
El 1910, el germà d’Albert, Ferran Fontana i Almeda, marxà a l'Argentina, on creà la societat Fontana Limitada, que fabricava extractes adobants procedents d’un arbre propi d'aquelles terres, el quebratxo, que té un alt contingut de taní i fou utilitzat pels adobadors catalans. El 1921 es fusionaren el negoci d'extractes tànnics amb el de productes químics dels Fontana, i la societat resultant s'anomenà Extractes Adobants i Productes Químics SA. En el camp comercial, adquiriren la representació de la Forestal Land, Timber and Railways Co Lt de Londres, que havia absorbit la Fontana Limitada argentina i en el Consell d’Administració de la qual hi havia Ferran Fontana.
A la postguerra, les dificultats per a importar primeres matèries, i la forta reducció de la producció de quebratxo a l'Argentina i el Paraguai impulsaren la recerca de noves zones productores d'arbres rics en taní. Així, el 1950 s'obtingué la concessió de 15.000 hectàrees de terreny al Protectorat espanyol al Marroc per a l’explotació de mimoses.
A causa de la introducció en el mercat dels productes químics de síntesi, la fàbrica començà un declivi a mitjans dels anys 1950, i el 1971 tancà les portes definitivament.

## Descripció
Està format per un conjunt d'edificacions funcionals, d'obra de maó vist i de línies modernistes que, en general, segueixen un disseny unitari, de grans obertures d'arc rebaixat i cornises esglaonades. Al costat de l'estació del tren hi ha els magatzems, característics pels seus ràfecs de grans dimensions i avui usats per a activitats esportives.
La sala de màquines conté motius ornamentals de ceràmica vidrada i notables arcs de maó a les obertures. La sala de calderes i de forns, molt remodelada a causa de la necessitat de noves maquinàries, destaca sobretot per les dues grans xemeneies.
Finalment, l'edifici d'oficines, inicialment d'una planta i després sobreaixecat amb un segon pis, que respectava l'estil arquitectònic original, és avui seu de l'Ajuntament de Celrà. En altres espais de la fàbrica s'ubiquen la piscina i un bar local social.

## Centre d'Interpretació del Camp d'Aviació de Celrà
L'edifici acull un centre d'interpretació i espai museogràfic dedicat al Camp d'aviació de Celrà, que està estructurat en vuit àmbits temàtics, que expliquen tots els aspectes relacionats amb el camp, el perquè i el com de la seva construcció, així com les seves funcions, les edificacions complementàries, els atacs que va experimentar, l'afectació del camp sobre la població, la vida a la rereguarda i el camp després de la guerra. Aquest espai museogràfic recull documents, fotografies, documents sonors i es completen les temàtiques tractades amb la projecció d'un audiovisual.